# Czeremcha (gemeente)
De gemeente Czeremcha is een landgemeente in het Poolse woiwodschap Podlachië, in powiat Hajnowski.
De zetel van de gemeente is in Czeremcha.
Op 30 juni 2004 telde de gemeente 3738 inwoners.

## Oppervlakte gegevens
In 2002 bedroeg de totale oppervlakte van gemeente Czeremcha 96,73 km², waarvan:
- agrarisch gebied: 48%
- bossen: 43%

De gemeente beslaat 5,96% van de totale oppervlakte van de powiat.

## Demografie
Stand op 30 juni 2004:
| Omschrijving                   | Totaal | Totaal | Vrouwen | Vrouwen | Mannen | Mannen |
| ------------------------------ | ------ | ------ | ------- | ------- | ------ | ------ |
| eenheid                        | aantal | %      | aantal  | %       | aantal | %      |
| inwoners                       | 3738   | 100    | 1904    | 50,9    | 1834   | 49,1   |
| bevolkingsdichtheid (inw./km²) | 38,6   | 38,6   | 19,7    | 19,7    | 19     | 19     |

In 2002 bedroeg het gemiddelde inkomen per inwoner 1290,39 zł.

## Plaatsen
Berezyszcze, Bobrówka, Borki, Chlewiszcze, Czeremcha, Czeremcha-Wieś, Derhawka, Gajki, Jancewicze, Konik, Kuzawa, Opaka Duża, Opalowanka, Osyp, Piszczatka, Podorabie, Pohulanka, Połowce, Pożniki, Repiszcza, Sielakiewicz, Stawiszcze, Terechy, Turowszczyzna, Wólka Terechowska, Zubacze.

## Aangrenzende gemeenten
Kleszczele, Milejczyce, Nurzec-Stacja. De gemeente grenst aan Wit-Rusland.